# Аттінг (Аризона)
Аттінг (англ. Utting) — переписна місцевість (CDP) в США, в окрузі Ла-Пас штату Аризона. Населення — 92 особи (2020).

## Географія
Аттінг розташований за координатами 33°51′16″ пн. ш. 113°54′46″ зх. д. / 33.85444° пн. ш. 113.91278° зх. д. (33.854415, -113.912864).  За даними Бюро перепису населення США в 2010 році переписна місцевість мала площу 68,55 км², уся площа — суходіл.

## Демографія
Згідно з переписом 2010 року, у переписній місцевості мешкало 126 осіб у 64 домогосподарствах у складі 43 родин. Густота населення становила 2 особи/км².  Було 103 помешкання (2/км²).
Расовий склад населення:
| - 90,5 % — білих - 2,4 % — азіатів - 1,6 % — осіб інших рас |

До двох чи більше рас належало 5,6 %. Частка іспаномовних становила 1,6 % від усіх жителів.
За віковим діапазоном населення розподілялося таким чином: 9,5 % — особи молодші 18 років, 40,5 % — особи у віці 18—64 років, 50,0 % — особи у віці 65 років та старші. Медіана віку мешканця становила 65,0 року. На 100 осіб жіночої статі у переписній місцевості припадало 110,0 чоловіків;  на 100 жінок у віці від 18 років та старших — 115,1 чоловіків також старших 18 років.
Середній дохід на одне домашнє господарство  становив 39 963 долари США (медіана — 50 441), а середній дохід на одну сім'ю — 39 963 долари (медіана — 50 441). За межею бідності перебувало 15,8 % осіб, у тому числі 0,0 % дітей у віці до 18 років та 21,3 % осіб у віці 65 років та старших.
Цивільне працевлаштоване населення становило 32 особи. Основні галузі зайнятості: транспорт — 100,0 %.